# Interstate 17
A 17-es Interstate-autópálya (17-es országos autópálya) vagy más néven Black Canyon Freeway az USA-béli Arizona államban található. Hossza nem sokkal kevesebb mint 235 kilométer.
Ez az autópálya Phoenix városából indul, és Flagstaffig tart.

## Leírás

The Stack (Verem)

Az I-17 Phoenix belvárosából indul. Az első fontosabb kereszteződése az I-10-essel van, amely kereszteződés neve a The Stack (Verem).

### Fontosabb kijáratok

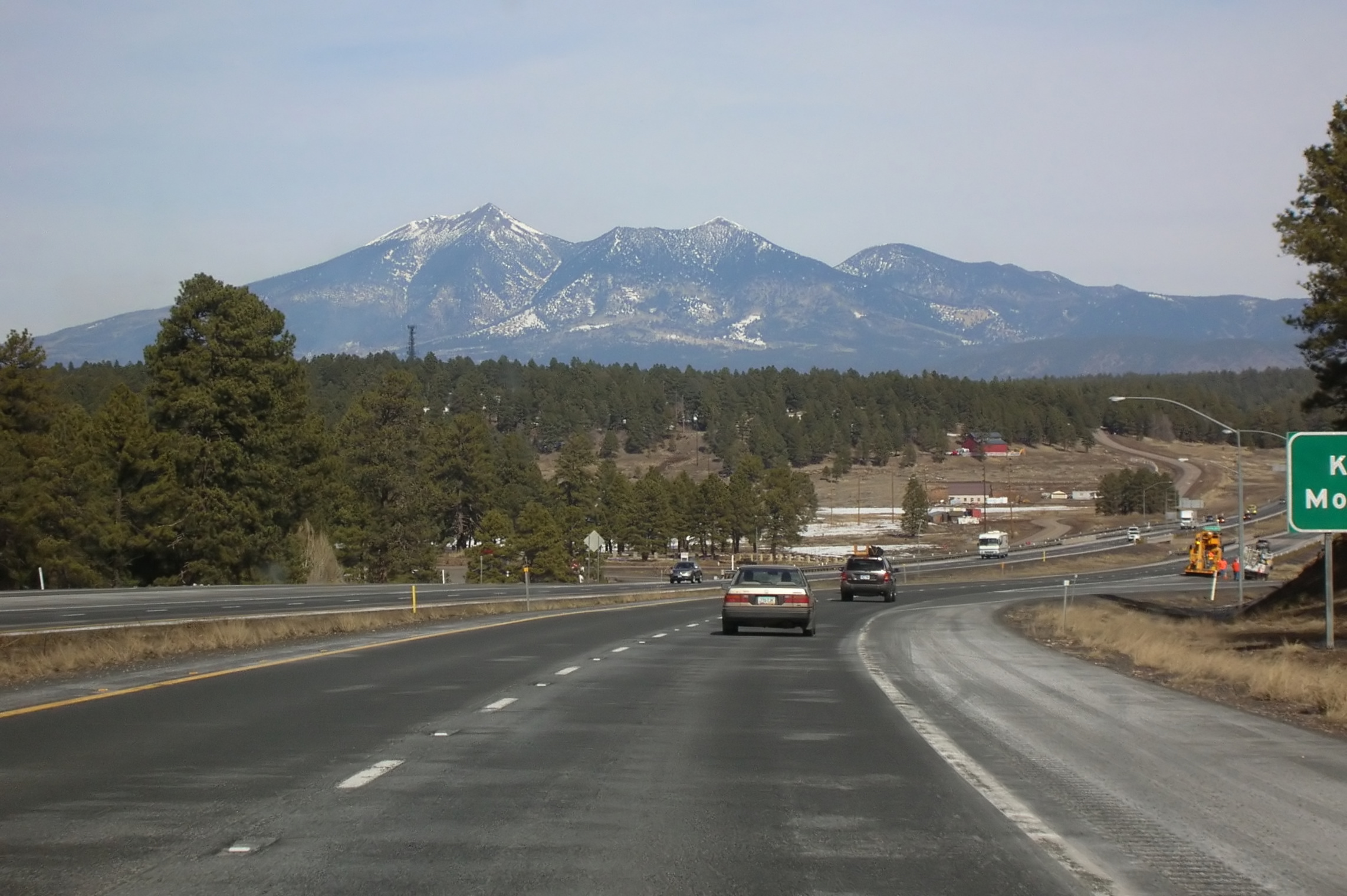
Interstate 17 Flagstaffnél

- Interstate 10 - Phoenix
- Interstate 40 - Flagstaff
- Camp Verde

## Fordítás
- Ez a szócikk részben vagy egészben  az   Interstate 17 című angol Wikipédia-szócikk fordításán alapul.  Az eredeti cikk szerkesztőit annak laptörténete sorolja fel. Ez a jelzés csupán a megfogalmazás eredetét és a szerzői jogokat jelzi, nem szolgál a cikkben szereplő információk forrásmegjelöléseként.